# Livre de l'Éparque

Le Livre de l'Éparque (en grec byzantin Ἐπαρχικὸν Βιβλίον/ Eparchikon Biblion) ou du Préfet est une compilation de règlements concernant les corporations constantinopolitaines placées sous la supervision de l'Éparque de la ville de Constantinople. Il constitue un recueil de décisions relatives à l’exercice de différents métiers à l’importance substantielle au cœur de la Byzance urbaine de Constantinople au temps de la dynastie macédonienne. Produit en 912, à la très imminente fin du règne impérial de Léon VI le Sage, ce document de nature fiscale de grande importance nous révèle un ensemble de règlements et politiques strictes entourant l’exercice de métiers méticuleusement sélectionnés selon la portée qu’ils ont à l’égard de la « souveraineté de l’État ».
La réconciliation du patriarche byzantin Photios, dont Léon VI fut le disciple, avec la papauté romaine à des fins stratégiques de protection envers les raids arabes menaçant la région pontificale, favorise un environnement religieusement stable pour l’Empire byzantin. La fin des grandes épidémies qu’emporte avec elle la peste de 747-748 et le culte des images finalement rétabli le 11 mars 843 permet au monde byzantin de connaître une période qualifiée « d’apogée » entre l’an 843 et 1025 . Léon VI, empereur byzantin à la plume habile et au savoir reconnu occupa le trône impérial de l’an 886 à l’an 912.
C’est ainsi que, de son règne, Léon VI réalisa plusieurs activités littéraires aux puissantes essences théologiques aussi bien qu’un vaste éventail de travaux législatifs pour lesquels lui seront attribué une quelconque influence justinienne. D’autant plus que Basile Ier, père de Léon, avait entrepris une codification renouvelée des lois de l’Empire, se voulant, en quelque sorte une reprise du fameux Code Justinien ou Corpus iuris civilis , qui sera achevée par Léon VI lui-même sous le titre des Basiliques et avec lequel il ajoutera une collection de 113 édits annexés sous le nom de Novelles. Or, le cas de la réalisation du Livre de l’Éparque se dessine, à priori, au niveau de l’économie urbaine de l’État byzantin médiéval. Le contrôle de la vie économique de Constantinople est une préoccupation particulièrement importante pour la sphère impériale byzantine au Xe siècle et le Livre du Préfet en est un témoin sans pareil.

## Contexte
La vie économique de Constantinople à l’aube de l’apogée de l’Empire nous y est rendue de façon explicite et indique la puissance que l’Éparque, ce fonctionnaire de grande importance exerçant un contrôle strict sur les opérations de certains métiers au sein de la ville. L’Éparque, ou Préfêt du Prétoire, est le titre donné au fonctionnaire de haut niveau mandaté à faire respecter la volonté de l’empereur sur les activités économiques entourant les métiers ayant une certaine importance à l’égard de la souveraineté de l’État. Les artisans de biens luxueux, les notaires (ou tabulaires) s’affairant aux affaires de l’intérêt public ainsi que les responsables à l’approvisionnement général en nourriture et ravitaillement sont strictement réglementées selon les dictats du Préfet, moulés selon la volonté du suprême Empereur au pouvoir. Or, pour reprendre les mots de Jules Nicole « [..] l’empereur reste à l’état d’axiome dans presque tout le Livre : il est rare qu’il descende de la haute sphère où il plane. » C’est donc l’Éparque qui impose les poids et mesures de la majorité des denrées et lui-même qui a le privilège d’apposer sa noble bulle sur les fines soieries passant les portes des nombreuses Ergasteria qui persillent Constantinople. Ce dernier est également responsable de veiller à la sécurité des travailleurs, à la qualité de la production matérielle et la protection des intérêts du consommateur byzantin. Le titre de Préfet de la ville n’est toutefois pas une fonction nouvellement établie au cœur de la vie politique et commerciale de Constantinople, elle y est existante depuis 359. La création du Livre de l’Éparque au Xe se trouve être un rassemblement textuel de règlements s’appliquant à certains métiers opérant sous le contrôle de l’Éparque et de ses subordonnés. Pour que le contrôle de l’Éparque demeure efficace et que les indications du Livre demeurent respectées à la lettre, ce dernier est secondé par un éventail de camarades « [..] toute une armée de fonctionnaires [..]. Son substitut, ses officiers, ses inspecteurs, ses agents subalternes se vouent à une surveillance incessante…» . En plus de ce vaillant corpus, la responsabilité de la dénonciation mutuelle, impliquant que quiconque se voyant être témoin d’un comportement répréhensible en dénonce les coupables au risque d’être eux-mêmes punis par les indications du Livre du préfet s’ils y manquaient. Par ailleurs les nombreuses restrictions et les sévères sanctions commandées à la moindre bévue par le Livre de l’Éparche donneront à l’État byzantin l’allure d’une administration tyrannique par laquelle certains effets négatifs en seront inévitablement rencontrés. Le caractère immuable de règlements du Livre du Préfet est très fortement estimé par Léon VI qui attribue le Préfet du prétoire comme l’instigateur de la loi au même titre que Dieu pour les tables du Décalogue , ce qui n’est pas peu dire.

## Datation
Le texte est daté de 911-912, sous le règne de Léon VI, mais la mention de tétartèra suggère une compilation ou une interpolation sous Nicéphore II Phocas. Le Livre de l’Éparque a été édité par Jules Nicole, connu pour ses travaux sur les textes d’Homère après que celui-ci en ait fait la découverte parmi les manuscrits de la bibliothèque de Genève sous la cote Codex Genevensis 23 (MS. grec 23, folio 373 et suivants) à la fin du XIXe siècle. Rédigé en grec, ce document de grande valeur historique et politique indique alors l’importance que la société byzantine donnait aux activités marchandes et artisanales de l’époque.

## Contenu
Le Livre de l'Éparque est divisé en 22 chapitres de règles consacrés à différentes guildes : notaires, argyropratai, changeurs, vendeurs de textile ou de parfum, fabricants de chandelle, de savon, marchands de viande, poisson, vin, etc. Certaines professions parmi les plus courantes de la société byzantine n'y figurent pas, tels que les potiers, cordonniers, ou encore les forgerons, tailleurs, teinturiers, barbiers, médecins. Mais il traite aussi des assistants de l'éparque, des bothroi et des technitai.
Les règlements du Livre sont organisés en vingt-deux chapitres correspondant à vingt-deux corps de métier distincts. Les évidences quant à la formulation de chaque chapitre ainsi qu’aux particularités stylistiques analysées suggèrent que l'Éparque ait mandaté des subordonnés associés à chaque métier à enquêter et formuler maintes recommandations qui furent, par la suite, rassemblées ensemble et approuvées par le domaine impérial, qui y apposa alors un préambule de loi. Chaque métier est pourvu d’un chef représentant son corps de métier auprès de l'Éparque. Il a pour mission de s’assurer des qualités professionnelles et morales de celui qui veut introduire les rangs dudit corps de métier pour qu’ensuite l'Éparque inscrive le demandant dans le catalogue du métier. 
Bien que les informations que le livre de l’éparque nous propose sur la vie économique à Constantinople soient importantes et généreuses, plusieurs métiers bien connus n’y sont pas recensés. Par exemple, les forgerons, illustres membres de la communauté de Constantinople fortement reconnus ayant laissé pour héritage leur nom à un quartier, les Chalkopratéia, situé près de Sainte-Sophie, ne figurent pas dans le Livre de l'Éparque. Les fabricants d’armes ainsi que d’autres métiers reconnus comme étant polluants, les artisans de la céramique, de la mosaïque ou même de vêtements de soie réservés ne font également pas partie du compte. L’artisanat de la soie étant très scrupuleusement compartimentée en différentes sous-catégories de métier renseigne sur le rôle de l'Éparque à faire respecter une très imperméable séparation entre les métiers et ce même sous la plus minime distinction. C’est toutefois par ces arbitraires paramètres que nous sommes en mesure d’établir une logique législative et réglementaire des opérations de l'Éparque au sein des activités économiques de la ville.
Les métiers faisant l’objet de la plus grande élaboration au sein du Livre sont les notaires, ou parfois appelés Tabulaires. Ce sont les notaires qui dressent les actes de propriété et des autres aléas de la vie économique. Ils sont appelés à répondre à plusieurs exigences. En outre, il est nécessaire qu’il ait une « [..] parfaite connaissance des lois, qu'il excelle dans l'écriture, qu'il n'est ni bavard ni insolent ni d'une vie dissolue, mais plutôt respectable par son comportement, d'un jugement sain, éloquent, intelligent, habile à parler dans un style correct, afin qu'il ne soit pas facilement trompé ici et là par des fautes d'écriture et des erreurs de ponctuation ».
Les quelques métiers qui peuvent être qualifiés en termes de « services publics » prennent place en les chapitres 1 à 3 du livre. Ensuite, aux chapitres 4 à 8, les métiers de luxe, en particulier les parfumeries ou les soieries, prennent place et sont également régulées par d’étroites conditions singulières. Les parfumeurs prennent place près des installations impériales de par les bonnes odeurs qui s’y émanent. Il est donc une sanction indiquée par l'Éparque s’ils s’avéraient à produire une quelconque déplaisante effluve. Outre les parfumeurs, les métiers de la soie, les artisans de chandelles Cérulaires, les savonniers, les métiers en lien avec les vêtements et les épiciers occupent tous une place dans le Livre de l'Éparque. Les métiers en lien avec l’approvisionnement de victuailles au sein de la ville occupent les chapitres 10 à 19. Il est donc question ici des artisans de produits nécessaires comme les bouchers, les boulangers ou les poissonniers, pour n’en nommer quelques-uns. Ensuite, sur une fin que Kaplan qualifie de « confuse, comme s’il s’agissait d’un ajout ultérieur », le chapitre 20, faisant objet des législations entourant le Légatarios, un adjoint de l’Éparque. Le chapitre 21 concerne les activités du maquignon et le 22, celles des divers métiers du bâtiment.
Les opérations entourant la réalisation de ce traité par Léon VI au sein d’une communauté constantinopolitaine aux activités artisanes florissantes impliquent la collaboration de ces corps de métiers ainsi réglementés. Ce simple fait démontre la vigueur avec laquelle ces acteurs de l’économie de la ville occupaient leur fonction et à quel niveau le livre de l’éparque s’installe en termes d’importance politique. La visée du livre de l’éparque est, pour Kaplan, : « avant tout politique sans qu’il soit besoin de chercher une quelconque préoccupation d’interventionnisme économique au-delà des nécessités de l’ordre public ». Après tout, pour Jules Nicole, à cette époque,: « [..] (Byzance)… est le paradis du monopole, du privilège et du protectionnisme. Non seulement les portes de communication entre les différents métiers y sont hermétiquement fermées de par la loi, mais l’exercice de chacun d’eux y est soumis à mille conditions restrictives. L’État se mêle de tout, il contrôle tout, il entre quand il lui plait dans les ateliers, fouille les magasins, inspecte les livres de comptes ». Selon les indications de l’Éparque, chaque artisan à effectivement le droit à exercer qu’un seul métier faute de quoi il en serait vivement réprimandé. Ce règlement est indiqué à l’intérieur de huit chapitres du Livre et est motivé par certaines raisons nous indiquant bien le rôle principal de l’Éparque de protection des sphères des activités économique urbaines. En effet, principalement par souci d’ordre public, l’Éparque, en régulant les activités artisanes de tous et chacun et en tenant un décompte précis des individus pratiquant tel ou tel métier, permet de maintenir un certain niveau de qualification des artisans, préférable pour la réalisation de biens de bonne qualité. Ce contrôle des qualifications permet non seulement à la production de biens et services de Constantinople d’être munie de la satisfaction des consommateurs, il permet également de maintenir la concurrence extérieure. L’intervention de l’Éparque se veut aussi de diminuer la possibilité de concurrence ou de s’assurer que celle-ci demeure loyale. L’ordre public est également maintenu de par les dispositions prises par le préfet pour diminuer les possibilités d’agiotage. Ainsi, « à chaque changement de prix du blé, les boulangers se rendent auprès du symponos de l’Éparque pour régler la taille des pains vendus selon le prix de la matière première ». Les métiers, au sein de la vie économique et politique de Constantinople, sont réglementés de façon très organisée, très byzantine. Le livre de l’éparque nous confirme la justesse de l’expression, nulle organisation n’est « byzantine » si elle n’est pas frugalement cérémonieuse ou fermement disciplinée.

### Éditions et traductions
- (de) Éd. et Trad. : J. Koder, Das Eparchenbuch Leons des Weisen, Vienne, 1991.
- J. Nicole, Le Livre du Préfet ou l'édit de l'empereur Léon le Sage sur les corporations de Constantinople, Genève, 1893.

### Commentaires
- (en) Alexander Kazhdan (dir.), Oxford Dictionary of Byzantium, t. 1, New York et Oxford, Oxford University Press, 1991, 1re éd., 3 tom. (ISBN 978-0-19-504652-6 et 0-19-504652-8, LCCN 90023208), s. v. Book of the Eparch.
- (en) Angeliki E. Laiou (dir.), The Economic History of Byzantium, Washington D. C., Dumbarton Oaks Research Library and Collection, 2002 (ISBN 0-88402-288-9)
- Gilbert Dagron, « The Urban Economy, Seventh-Twelfth Centuries », p. 394-463.
- (en) George C. Maniatis, « The Domain of Private Guilds in the Byzantine Economy, Tenth to Fifteenth Centuries », Dumbarton Oaks Papers, 55, 2001, p. 339-369.